# Объёмный модуль упругости
Объёмный мо́дуль упру́гости (другие названия: модуль объёмного сжатия, модуль всестороннего сжатия) — характеристика способности вещества сопротивляться всестороннему сжатию. Эта величина определяет связь между относительным изменением объёма тела и вызвавшим это изменение давлением. Например, у воды объёмный модуль упругости составляет около 2000 МПа; это число показывает, что для уменьшения объёма воды на 1 % необходимо приложить внешнее давление величиной 20 МПа. С другой стороны, при увеличении внешнего давления на 0,1 МПа объём воды уменьшается на 1/20 000 часть. Единицей измерения объёмного модуля упругости в Международной системе единиц (СИ) является паскаль (русское обозначение: «Па»; международное: «Pa»).

## Определение
Модуль объёмной упругости определяется формулой:
{\displaystyle K=-V{\frac {dp}{dV}},}
где {\displaystyle p} — давление, а {\displaystyle V} — объём.
Величина, обратная модулю объёмной упругости, называется коэффициентом объёмного сжатия.
Можно показать, что в случае изотропного тела модуль объёмной упругости может быть выражен через любые две из нижеперечисленных величин: модуль Юнга {\displaystyle E}, коэффициент Пуассона {\displaystyle \nu }, модуль сдвига {\displaystyle G}, первый параметр Ламэ {\displaystyle \lambda }:
{\displaystyle K={\frac {E}{3(1-2\nu )}}.}
{\displaystyle K={\frac {EG}{3(3G-E)}}.}
{\displaystyle K={\frac {E+3\lambda +{\sqrt {E^{2}+9\lambda ^{2}+2E\lambda }}}{6}}.}
{\displaystyle K={\frac {2G(1+\nu )}{3(1-2\nu )}}.}
{\displaystyle K={\frac {\lambda (1+\nu )}{3\nu }}.}
{\displaystyle K=\lambda +{\frac {2G}{3}}.}

## Термодинамические соотношения
Строго говоря, объёмный модуль упругости является термодинамической величиной, и необходимо определить объёмный модуль упругости в зависимости от условий изменения температуры: при постоянной температуре (изотермический {\displaystyle K_{T}}), при постоянной энтропии (адиабатический {\displaystyle K_{S}}) и т. д. В частности, подобные различия обычно важны для газов.
В случае идеального газа изотермический и адиабатический модули объёмной упругости выражаются простыми формулами. Так, из уравнения изотермы идеального газа 
{\displaystyle p={\frac {\mathrm {const} }{V}}} следует:
{\displaystyle K_{T}=P\,.}
Используя уравнение адиабаты {\displaystyle p\,\cdot V^{\gamma }=\mathrm {const} ,} можно получить
{\displaystyle K_{S}=\gamma P,}
где {\displaystyle \gamma } — показатель адиабаты.
Приведённые уравнения, выполняющиеся точно для идеальных газов, применительно к реальным газам становятся приближёнными.
Для жидкостей объёмный модуль упругости K и плотность ρ определяют скорость звука c (волны давления), согласно формуле Ньютона — Лапласа
{\displaystyle c={\sqrt {\frac {K}{\rho }}}.}

## Измерение
Объёмный модуль упругости можно измерить с помощью порошковой рентгеновской дифракции, акустополяризационного метода (для твёрдых сред).

## Некоторые значения

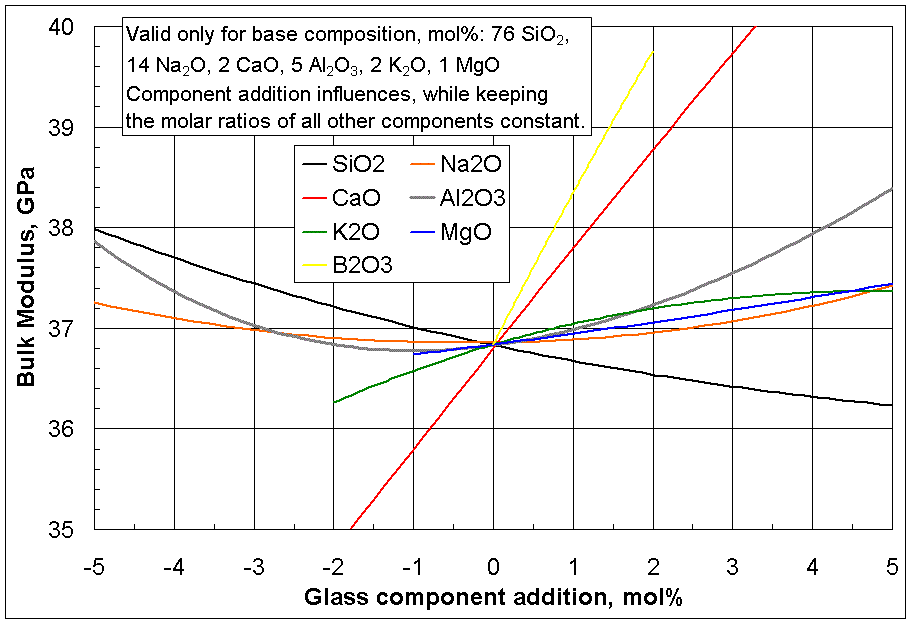
Влияние некоторых примесей, добавляемых в стекло, на его объёмный модуль упругости

| Материал                                  | Объёмный модуль упругости в ГПа |
| ----------------------------------------- | ------------------------------- |
| Стекло (см. также диаграмму ниже таблицы) | от 35 до 55                     |
| Сталь                                     | 160                             |
| Алмаз                                     | 442                             |

| Вода          | 2,2⋅109 Па (значение возрастает при более высоких давлениях) |
| Воздух        | 1,42⋅105 Па (адиабатический объёмный модуль упругости)       |
| Воздух        | 1,01⋅105 Па (изотермический объёмный модуль упругости)       |
| Твёрдый гелий | 5⋅107 Па (приблизительно)                                    |